# Station Derby (Aosta)

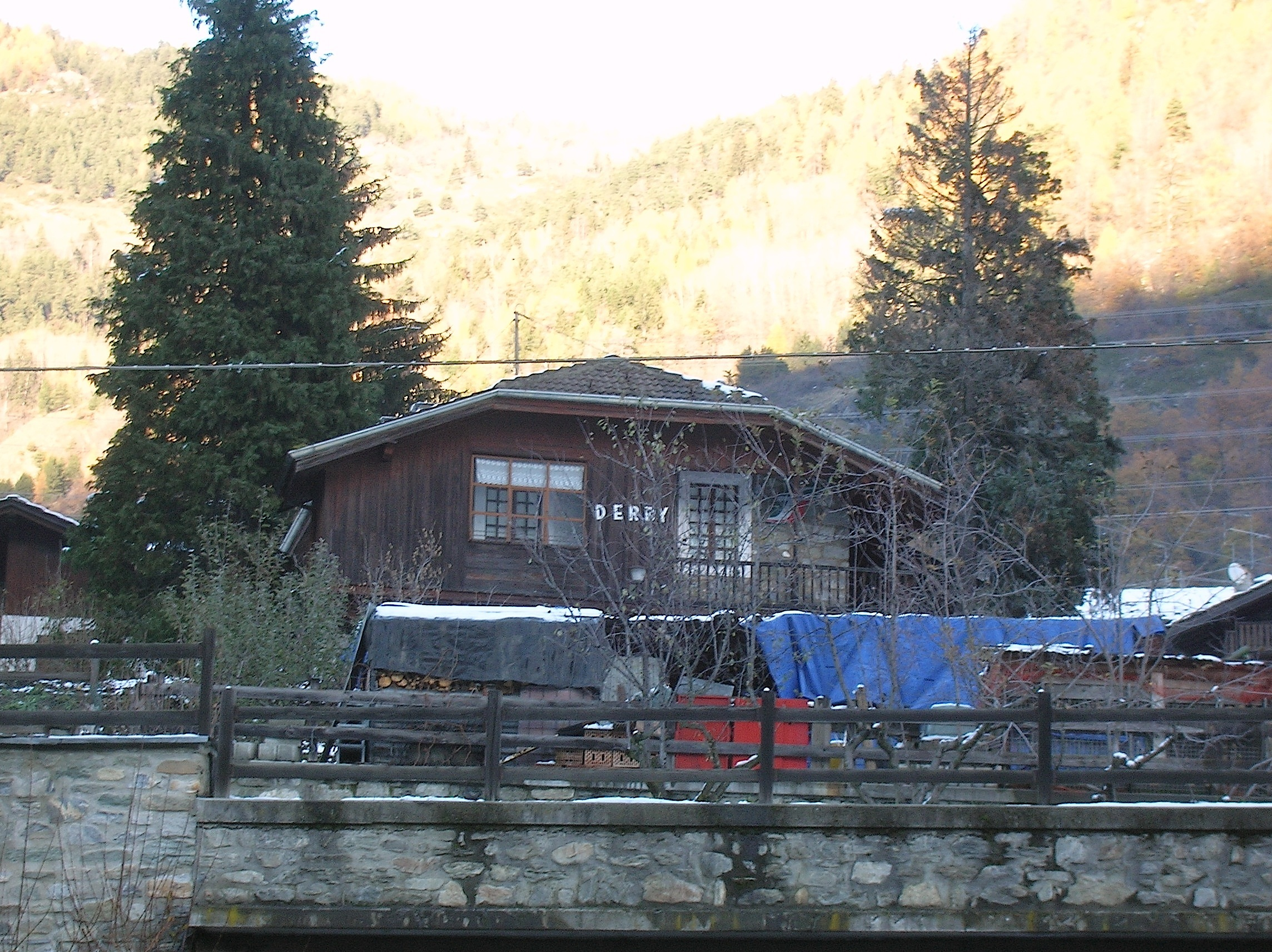

Station Derby is een spoorwegstation van de spoorlijn Aosta - Pré-Saint-Didier, gelegen in het dorp Derby van de gemeente La Salle (Aostadal-Italië).